# Pholetesor caloptiliae
Pholetesor caloptiliae är en stekelart som beskrevs av Whitfield 2006. Pholetesor caloptiliae ingår i släktet Pholetesor och familjen bracksteklar. Inga underarter finns listade i Catalogue of Life.